# Функции Джека
В математике, функции Джека получаются как проективный предел многочленов Джека, введённых Генри Джеком. Многочлен Джека это однородный, симметрический многочлен который обобщает многочлены Шура и зональные многочлены, и, в свою очередь, обобщён многочленами Хекмана – Опдама и многочленами Макдональда.

## Определение
В кольце {\displaystyle \Lambda ^{n}} однородных  симметрических функций степени n можно ввести скалярное произведение следующим образом: {\displaystyle <p_{\lambda },p_{\mu }>=z_{\lambda }\delta _{\mu \lambda }}, где {\displaystyle p_{\lambda }(x)} — базис из степенных сумм, {\displaystyle z_{\lambda }} — централизатор разбиения {\displaystyle \lambda }, а {\displaystyle \delta _{\mu \lambda }} — символ Кронекера. При таком определении скалярного произведения  функции Шура образуют ортонормированный базис, а матрица перехода от мономиального базиса {\displaystyle m_{\lambda }} к базису из функций Шура {\displaystyle s_{\lambda }} будет верхнетреугольной.
Более общий вариант задания скалярного произведения {\displaystyle <p_{\lambda },p_{\mu }>=\alpha ^{l(\lambda )}z_{\lambda }\delta _{\mu \lambda }} приводит к рассмотрению базиса из функций Джека со схожими свойствами. Они обозначаются {\displaystyle J_{\lambda }(x;\alpha )} и однозначно определяются из следующих трёх свойств:
(P1) (ортогональность) {\displaystyle <J_{\lambda }(\alpha ),J_{\mu }(\alpha )>=0} при {\displaystyle \lambda \not =\mu }
(P2) (верхнетреугольность) {\displaystyle J_{\lambda }(\alpha )=\sum \limits _{\mu \leq \lambda }\nu _{\lambda \mu }m_{\mu }}
(имеется ввиду естественный частичный порядок на разбиениях)
(P3) (нормализация) {\displaystyle [m_{\lambda }]J_{\lambda }(\alpha )=h_{\lambda }(\alpha )=\prod \limits _{s\in \lambda }(\alpha a(s)+l(s)+1)}
(суммирование ведётся по ячейкам разбиения, a(s) - число ячеек справа от s, l(s) - число ячеек под s)

Т.е. функции Джека являются результатом ортогонализации методом Грамма-Шмидта мономиального базиса.

### Рекурсивная формула для многочленов Джека
Функция Джека {\displaystyle J_{\kappa }^{(\alpha )}(x_{1},x_{2},\ldots ,x_{m})} разбиения числа {\displaystyle k}, с параметром {\displaystyle \alpha }, заданным числом аргументов {\displaystyle x_{1},x_{2},\ldots ,x_{m}} может также быть определена следующей рекурсивной формулой:
Для m=1
{\displaystyle J_{\kappa }^{(\alpha )}(x_{1})=x_{1}^{k}(1+\alpha )\cdots (1+(k-1)\alpha )}
Для m>1
{\displaystyle J_{\kappa }^{(\alpha )}(x_{1},x_{2},\ldots ,x_{m})=\sum _{\mu }J_{\mu }^{(\alpha )}(x_{1},x_{2},\ldots ,x_{m-1})x_{m}^{|\kappa /\mu |}\beta _{\kappa \mu },}
где суммирование производится по всем разбиениям {\displaystyle \mu } таким что косое разбиение {\displaystyle \kappa /\mu } является горизонтальной полосой, а именно
{\displaystyle \kappa _{1}\geq \mu _{1}\geq \kappa _{2}\geq \mu _{2}\geq \cdots \geq \kappa _{n-1}\geq \mu _{n-1}\geq \kappa _{n}} ({\displaystyle \mu _{n}} должно равняться 0, иначе {\displaystyle J_{\mu }(x_{1},\ldots ,x_{n-1})=0}) и
{\displaystyle \beta _{\kappa \mu }={\frac {\prod _{(i,j)\in \kappa }B_{\kappa \mu }^{\kappa }(i,j)}{\prod _{(i,j)\in \mu }B_{\kappa \mu }^{\mu }(i,j)}},}
где {\displaystyle B_{\kappa \mu }^{\nu }(i,j)} равняется {\displaystyle \kappa _{j}'-i+\alpha (\kappa _{i}-j+1)} если {\displaystyle \kappa _{j}'=\mu _{j}'} и {\displaystyle \kappa _{j}'-i+1+\alpha (\kappa _{i}-j)} иначе. Выражения {\displaystyle \kappa '} и {\displaystyle \mu '} обозначают сопряжённые разбиения {\displaystyle \kappa } и {\displaystyle \mu } соответственно. Обозначение {\displaystyle (i,j)\in \kappa } значит, что произведение берётся по всем координатам {\displaystyle (i,j)} ячеек в диаграмме Юнга разбиения {\displaystyle \kappa }.

### Комбинаторная формула
В 1997, Ф. Кноп и С. Сахи  получили чисто комбинаторную формулу для многочленов Джека {\displaystyle J_{\mu }^{(\alpha )}} от n переменных:
{\displaystyle J_{\mu }^{(\alpha )}=\sum _{T}d_{T}(\alpha )\prod _{s\in T}x_{T(s)}.}
Сумма берётся по всем допустимым таблицам формы {\displaystyle \lambda ,} и
{\displaystyle d_{T}(\alpha )=\prod _{s\in K}d_{\lambda }(\alpha )(s),}
где
{\displaystyle d_{\lambda }(\alpha )(s)=\alpha (a_{\lambda }(s)+1)+(l_{\lambda }(s)+1).}
Допустимая таблица формы {\displaystyle \lambda } это заполнение диаграммы Юнга {\displaystyle \lambda } числами 1,2,…,n такими, что для каждой ячейки (i,j) в таблице,
- {\displaystyle T(i,j)\neq T(i',j)}, если {\displaystyle i'>i.}
- {\displaystyle T(i,j)\neq T(i,j-1)}, если {\displaystyle j>1} и {\displaystyle i'<i.}

{\displaystyle K\subset T} — множество критических ячеек {\displaystyle s=(i,j)\in \lambda }, таких что {\displaystyle j>1} и {\displaystyle T(i,j)=T(i,j-1).}
Этот результат можно рассматривать как особый случай более общей комбинаторной формулы для многочленов Макдональда.

## C нормализация
Функции Джека образуют ортогональный базис в пространстве симметрических многочленов, со следующим скалярным произведением:
{\displaystyle \langle f,g\rangle =\int _{[0,2\pi ]^{n}}f\left(e^{i\theta _{1}},\ldots ,e^{i\theta _{n}}\right){\overline {g\left(e^{i\theta _{1}},\ldots ,e^{i\theta _{n}}\right)}}\prod _{1\leq j<k\leq n}\left|e^{i\theta _{j}}-e^{i\theta _{k}}\right|^{\frac {2}{\alpha }}d\theta _{1}\cdots d\theta _{n}}
Нормализация не влияет на это свойство ортогональности. Нормализация, описанная выше, обычно обозначается J нормализацией. C нормализация определена как
{\displaystyle C_{\kappa }^{(\alpha )}(x_{1},\ldots ,x_{n})={\frac {\alpha ^{|\kappa |}(|\kappa |)!}{j_{\kappa }}}J_{\kappa }^{(\alpha )}(x_{1},\ldots ,x_{n}),}
где
{\displaystyle j_{\kappa }=\prod _{(i,j)\in \kappa }\left(\kappa _{j}'-i+\alpha \left(\kappa _{i}-j+1\right)\right)\left(\kappa _{j}'-i+1+\alpha \left(\kappa _{i}-j\right)\right).}
Для {\displaystyle \alpha =2,C_{\kappa }^{(2)}(x_{1},\ldots ,x_{n})} обычно обозначается {\displaystyle C_{\kappa }(x_{1},\ldots ,x_{n})} и называется зональным многочленом.

## P нормализация
P нормализация задаётся тождеством {\displaystyle J_{\lambda }=H'_{\lambda }P_{\lambda }}, где
{\displaystyle H'_{\lambda }=\prod _{s\in \lambda }(\alpha a_{\lambda }(s)+l_{\lambda }(s)+1),}
где {\displaystyle a_{\lambda }} и {\displaystyle l_{\lambda }} обозначают число ячеек справа от данной и число ячеек ниже данной соответственно. Таким образом, при {\displaystyle \alpha =1,P_{\lambda }} является обычной функцией Шура.
Подобно многочленам Шура, {\displaystyle P_{\lambda }} может быть выраженно суммой по диаграммам Юнга. Однако, нужно добавить к каждой таблице дополнительный вес, зависящий от параметра {\displaystyle \alpha }.
Таким образом, формула  для функций Джека {\displaystyle P_{\lambda }} задаётся как
{\displaystyle P_{\lambda }=\sum _{T}\psi _{T}(\alpha )\prod _{s\in \lambda }x_{T(s)},}
где сумма берётся по всем таблицам формы {\displaystyle \lambda }, и {\displaystyle T(s)} обозначает число, записанное в ячейке s таблицы T.
Вес {\displaystyle \psi _{T}(\alpha )} можно определить следующим образом: Каждая таблица T формы {\displaystyle \lambda } может быть представлена как последовательность разбиений
{\displaystyle \emptyset =\nu _{1}\to \nu _{2}\to \dots \to \nu _{n}=\lambda ,}
где {\displaystyle \nu _{i+1}/\nu _{i}} обозначает косую форму с содержимым i в T. Тогда
{\displaystyle \psi _{T}(\alpha )=\prod _{i}\psi _{\nu _{i+1}/\nu _{i}}(\alpha ),}
где
{\displaystyle \psi _{\lambda /\mu }(\alpha )=\prod _{s\in R_{\lambda /\mu }-C_{\lambda /\mu }}{\frac {(\alpha a_{\mu }(s)+l_{\mu }(s)+1)}{(\alpha a_{\mu }(s)+l_{\mu }(s)+\alpha )}}{\frac {(\alpha a_{\lambda }(s)+l_{\lambda }(s)+\alpha )}{(\alpha a_{\lambda }(s)+l_{\lambda }(s)+1)}}}
и произведение берётся только по всем ячейкам s в {\displaystyle \lambda }, таким что s имеет ячейку из {\displaystyle \lambda /\mu } в том же ряду, но не в одном столбце .

## Связь с многочленами Шура
При {\displaystyle \alpha =1} многочлен Джека является скалярным множителем многочлена Шура
{\displaystyle J_{\kappa }^{(1)}(x_{1},x_{2},\ldots ,x_{n})=H_{\kappa }s_{\kappa }(x_{1},x_{2},\ldots ,x_{n}),}
где
{\displaystyle H_{\kappa }=\prod _{(i,j)\in \kappa }h_{\kappa }(i,j)=\prod _{(i,j)\in \kappa }(\kappa _{i}+\kappa _{j}'-i-j+1)}
произведение берётся по всем длинам крюков разбиения {\displaystyle \kappa }.

## Характеры Джека
Рассмотрим разложения функций Джека по степенному базису. Коэффициенты этого разложения {\displaystyle \theta _{\mu }^{\lambda }(\alpha )} называются характерами Джека: {\displaystyle J_{\lambda }^{(\alpha )}=\sum _{\rho }\theta _{\rho }^{\lambda }p_{\rho }.}
Для некоторых характеров Джека получены следующие формулы: 
{\displaystyle \theta _{(1^{n})}^{\lambda }(\alpha )=1,}
{\displaystyle \theta _{(1^{n-2}2^{1})}^{\lambda }(\alpha )=\sum _{s\in \lambda }(\alpha a'(s)-l'(s)),}
{\displaystyle \theta _{(n)}^{\lambda }(\alpha )=\prod _{s\in \lambda \setminus {(1,1)}}(\alpha a'(s)-l'(s)),}
{\displaystyle \theta _{\mu }^{(n)}(\alpha )={\frac {n!}{z_{\mu }}}\alpha ^{n-l(\mu )},}
{\displaystyle \theta _{(1^{n})}^{\lambda }(\alpha )=\theta _{\mu }^{(n)}(-1)={\frac {n!}{z_{\mu }}}(-1)^{n-l(\mu )},}
где {\displaystyle a'(s)} — число ячеек слева от s в диаграмме Юнга, {\displaystyle l'(s)} — над s, {\displaystyle z_{\lambda }} — централизатор разбиения {\displaystyle \lambda =[1^{m_{1}(\lambda )}2^{m_{2}(\lambda )}\dots ]}, равный {\displaystyle z_{\lambda }=\prod _{i}i^{m_{i}(\lambda )}m_{i}(\lambda )!}
Свойства характеров Джека:
- Характеры Джека являются многочленами с целыми коэффициентами от  {\displaystyle \alpha }.
- Соотношение ортогональности. {\displaystyle \sum _{\nu }z_{\nu }\alpha ^{l(\nu )}\theta _{\nu }^{\lambda }(\alpha )\theta _{\nu }^{\mu }(\alpha )=\delta _{\lambda \mu }h_{\lambda }(\alpha )\cdot h'_{\lambda }(\alpha ).}
- При  {\displaystyle \alpha =1} характеры Джека пропорциональны характерам симметрической группы ( {\displaystyle S_{n}}, где  {\displaystyle n=|\lambda |}), откуда они и получили своё название.

## Свойства
Если разбиение имеет больше частей, чем число переменных, то многочлен Джека равняется 0:
{\displaystyle J_{\kappa }^{(\alpha )}(x_{1},x_{2},\ldots ,x_{m})=0}, если {\displaystyle \kappa _{m+1}>0.}

## Аргумент матрицы
Иногда, особенно в теории случайных матриц, авторы находят более удобным использование матричного аргумента в многочленах Джека. Их связь довольно проста. Если {\displaystyle X} матрица с собственными значениями
{\displaystyle x_{1},x_{2},\ldots ,x_{m}}, тогда
{\displaystyle J_{\kappa }^{(\alpha )}(X)=J_{\kappa }^{(\alpha )}(x_{1},x_{2},\ldots ,x_{m}).}